# Bill Spiller

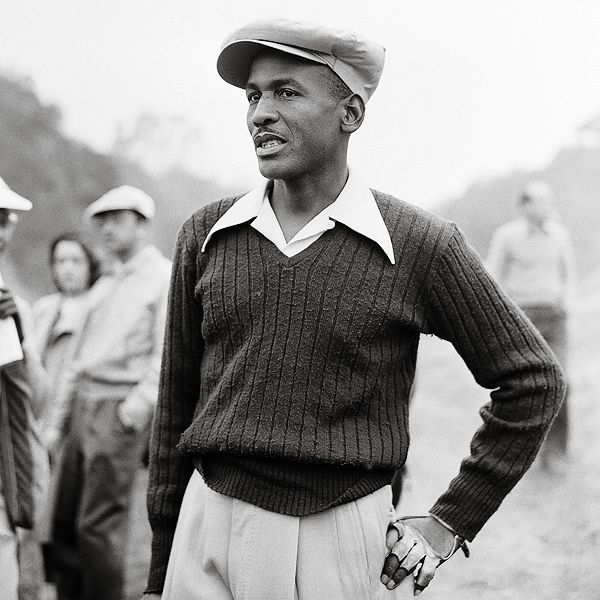
Bill Spiller

Bill Spiller (* 25. Oktober 1913 in Tishomingo, Oklahoma; † 1988 in Los Angeles, Kalifornien) war ein US-amerikanischer Golfspieler afroamerikanischer Abstammung, der gegen die Rassendiskriminierung der PGA of America kämpfte.
Nachdem er sich 1948 bei den Los Angeles Open für die Richmond Open qualifiziert hatte, wurde ihm die Teilnahme mit der Begründung verweigert, dass er kein Mitglied der PGA sei. Zu dem Zeitpunkt gab es allerdings eine Klausel in den Statuten der PGA, die es Schwarzen nicht erlaubte, Mitglied der PGA zu werden. Spiller reichte zusammen mit einem weiteren afroamerikanischen Golfer eine Klage gegen die PGA ein. Bevor es allerdings zu einer Verhandlung kam, sagte die PGA zu, Schwarze nicht länger zu diskriminieren. In der Folge veranstaltete die PGA Einladungsturniere, bei denen allerdings keine afroamerikanischen Golfer eingeladen wurden.
Erst 1961 wurde die Klausel aus den Statuten der PGA entfernt. Spiller hatte sich an den Kalifornischen State Attorney General Stanley Mosk gewandt. Dieser drohte der PGA daraufhin an, dass öffentliche Golfplätze nicht mehr benutzt werden dürften, falls diese Klausel weiterhin bestehen bliebe.